# Mornago
Mornago (Mürnog in dialetto varesotto, AFI: [murˈnɑːk]) è un comune italiano di 4 838 abitanti della provincia di Varese in Lombardia.
"A partire dal 1° Maggio 1869 i comuni di Vinago, Crugnola e Montonate sono soppressi ed aggregati a quello di Mornago.” Con queste parole il Regio Decreto del 24 Febbraio 1869 promulgato da Vittorio Emanuele II Re d’Italia per grazia di Dio e per volontà della Nazione.
Nel 1925 venne fondata da Luigi Angelino, in frazione Crugnola, la casa motociclistica Angelino Super-Moto.

## Origini del nome
Sono state avanzate diverse ipotesi sull'origine del nome, ma la più attendibile è che il nome derivi dal latino Maurinus o Maurenus, personaggio di epoca romana che possedeva vasti appezzamenti di terreno nella zona dove oggi sorge Mornago. In seguito il nome venne variato (Morenago, XIII secolo) sino a raggiungere la forma odierna.

## Storia
Mornago è un centro abitato di antica origine, da sempre appartenuto al territorio milanese, nel cui ambito apparteneva alla pieve di Somma.
Nel 1786, in seguito alla nuova compartimentazione della Lombardia austriaca, entrò a far parte della provincia di Varese, ritornando però già nel 1791 nella provincia di Milano.
Durante l'età napoleonica (1809) il comune di Mornago venne soppresso ed aggregato al vicino comune di Casale Litta, recuperando l'autonomia dopo l'istituzione del Regno Lombardo-Veneto, nel 1816, all'interno del quale continuò ad appartenere alla provincia di Milano.
Con l'Unità d'Italia (1859) Mornago fu inserito nel circondario di Gallarate della provincia di Milano. Nel 1869 vennero aggregati a Mornago i comuni limitrofi di Cimbro, Crugnola, Montonate e Vinago, ma Cimbro due anni dopo venne distaccata ed aggregata a Vergiate.
Nel 1927 il comune di Mornago entrò a far parte della neocostituita provincia di Varese.
Nel 2019 ricorre il 150º anno di fondazione del comune di Mornago.

### Simboli - Nome
Lo stemma e il gonfalone sono stati concessi con decreto del presidente della Repubblica del 16 agosto 1952.
Mornago deriva molto probabilmente dal nome Maurinus che potrebbe essere facilmente legato a nomi del tipo Moro, Morelli e Mornati. Per questa ragione l’elemento dominante del nostro stemma è una testa di Moro in profilo al naturale bendata da un filo d’argento, col capo del littorio. Questa figura umana è stata riprodotta su di uno scudo color azzurro che sta ad indicare la purezza e la nitidezza dell’aria che si gode nel luogo. Sempre sullo scudo, che fa parte per le sue caratteristiche delle cosiddette “pezze onorevoli”, che sono le più nobili ed antiche e quindi degne di maggior stima, è raffigurato un “capriolo abbassato d’argento”, ossia quella sorta di “V” rovesciata, che secondo l’araldica, somma scienza che studia la composizione degli stemmi, indica la forza di coesione e di sviluppo della popolazione del comune. Sempre secondo l’araldica, la corona che sovrasta lo scudo, è tipicamente indicativa della forma politica del comune e, per concludere, i due rami di piante sempreverdi intrecciate e poste al di sotto dello scudo, stanno molto probabilmente ad indicare l’appartenenza alla Repubblica. Questo simbolo così indicativo della nostra storia può essere visto con facilità nella piazza del comune.
Il gonfalone è un drappo di azzurro.

## Monumenti e luoghi d'interesse

### Architetture religiose
- Chiesa San Michele Arcangelo in Mornago
- Chiesa Beata Vergine Maria in Crugnola
- Chiesa Sant'Alessandro in Montonate
- Chiesa Santi Gaudenzio e Biagio in Vinago
- Santuario Madonna del Buon Viaggio in Mornago
- Santuario del Ciclo-turista in Montonate
- Chiesetta San Rocco e Clemente in Mornago
- Chiesetta Madonna di Loreto in Vinago
- Cappelletta di San Gaetano
- Edicola Madonnina di Lourdes in Mornago
- Edicola della Madonina di Pezz in Mornago
- Edicola di San Carlo in Montonate

## Società

### Evoluzione demografica
- 251 nel 1751
- 330 nel 1805
- annessione a Casale nel 1809
- 498 nel 1853
- 531 nel 1861

Abitanti censiti

I dati ISTAT si riferiscono al comune nella sua configurazione attuale, e non rispecchiano quindi i dati dell'epoca prefascista.

### Istituzioni, enti e associazioni
Sono attive anche diverse associazioni nel territorio, sia d'arma che di aggregazione e promozione territoriale:
- Associazione Genitori per la Scuola Primaria e Secondaria di Mornago
- Gruppo Alpini
- Associazione Combattenti e Reduci
- Centro Ricreativo Quattro Campanili
- Pro Loco Mornago
- Gruppo Comunale di Protezione Civile
- Corpo Musicale Mornaghese
- Carabinieri in congedo

## Cultura

### Eventi
Le principali manifestazioni che si svolgono sul territorio sono:
- Ultimo giovedì del mese di gennaio: falò della Giöbia a cura della Pro Loco
- 3 febbraio: falò di San Biagio organizzato dalla Polisportiva di Vinago
- 25 Aprile "Fantasy Bimbo" organizzato dalla Polisportiva di Vinago
- 1º giugno: "Notte Bianca" organizzata dall'Amministrazione Comunale
- 2 giugno: Festa della Repubblica organizzata dall'Amministrazione Comunale
- Ultimo week end di giugno: festa del gruppo Alpini di Mornago
- Metà Luglio: festa del "Montonight" organizzata dal CSI Montonate
- Festa patronale di Vinago il 16 Luglio
- Prima domenica di settembre: festa patronale di Crugnola
- Seconda domenica di settembre: festa patronale di Montonate
- 29 settembre: festa patronale di Mornago
- Prima domenica di Ottobre "Agri Mornago" a cura della Pro Loco
- 8 dicembre: festa dell'Immacolata Concezione in Mornago organizzata dalla Parrocchia di Mornago con mercatini di Natale

Ecomuseo Piane Viscontee del Varesotto
Il progetto riguarda l’ambito territoriale che collega il lago di Varese a Nord e il Parco del Ticino, comprende i Comuni di: Azzate, Brunello, Casale Litta, Crosio Della Valle, Daverio, Galliate Lombardo, Jerago con Orago, Mornago, Sumirago. Oggi queste terre, proprio grazie al fatto che sono state escluse da una forte urbanizzazione, possono essere messe al centro di una politica diversa e quindi diventano “centrali”. Questo progetto vuole puntare sul primo valore riconoscibile della nazione, in cui viviamo: “IL PAESAGGIO”. Il paesaggio inteso come la trasfigurazione della Storia, della cultura e della bellezza di un luogo. I comuni e le Associazioni che promuovo questo progetto considerano prioritaria la valorizzazione del patrimonio naturalistico, storico-artistico e dell’ambiente di vita tradizionale finalizzato alla istituzione di una convenzione/patto territoriale che possa gettare le basi per la progettazione e realizzazione di uno specifico Eco- Museo secondo gli standard qualitativi e i criteri previsti dalla normativa vigente, in particolare la DGR 1959/2019.

## Geografia antropica
Secondo lo statuto comunale, il territorio comunale comprende, oltre il capoluogo, le frazioni di Crugnola, Montonate e Vinago.
Vi sono nuclei abitati isolati denominate: Cascina Bosco Grosso, Cascina Sarticcio, Cascina Ginestra, Cascina Risaia e località Crugnolino dove è situata la stazione ferroviaria della linea Gallarate-Laveno. 
Il 45,11 % del territorio di Mornago è occupato da boschi. 23,55% da aree verdi e coltivate.
Nel tessuto economico di Mornago sono presenti diversi insediamenti industriali ed artigianali con particolare riguardo per le industrie metalmeccaniche, della filiera automobilistica, chimiche, del vetro e della lavorazione di tessuti. 

## Amministrazione
| Periodo        | Periodo        | Primo Cittadino  | Partito                        | Carica  | Note |
| -------------- | -------------- | ---------------- | ------------------------------ | ------- | ---- |
| 13 giugno 1999 | 11 giugno 2004 | Marchini Silvano | Lega Nord e Indipendenti       | Sindaco |      |
| 12 giugno 2004 | 24 maggio 2014 | Gusella Paolo    | Centrodestra                   | Sindaco |      |
| 25 maggio 2014 | In carica      | Tamborini Davide | Viviamo Mornago - lista civica | Sindaco |      |

Dal 2017 è stato attivato il Consiglio comunale dei ragazzi (CCR), secondo lo standard disciplinato per legge.

### Gemellaggi
- Naxxar

Il 7 agosto 2010 a Naxxar (Malta) è stato siglato tra il sindaco di Mornago ed il sindaco di Naxxar l'accordo di gemellaggio tra i comuni.

## Sport
Esistono diverse società sportive nel territorio comunale:
Insubria Volley Mornago  nasce con l’intento di affermarsi come polo pallavolistico maschile nella nostra provincia. Il movimento INSUBRIA VOLLEY MORNAGO,  nato dalla collaborazione tra le società Volley Mornago e Insubria Volley di Morazzone, si propone come punto di riferimento per appassionati e atleti del territorio. Lo scopo è quello di creare un ampio settore giovanile, dando la possibilità di praticare questo sport in un ambiente sano e sicuro, avvalendosi del prezioso contributo di persone esperte e tecnici competenti che hanno entusiasticamente aderito al progetto. Base di partenza delle attività è un florido settore giovanile che parte dal minivolley fino alla Under 19, per poi alimentare le squadre della società che militano nel campionato provinciale di Seri D e nel campionato regionale di Serie C. Attualmente partecipiamo ai campionati provinciali e regionali indetti dalla Federazione Italiana Pallavolo con il codice societario di A.S.D. Insubria Volley Mornago, ex A.S.D. Volley Mornago, iscritta con tale codice sin dal 1986.
A.S.D. Montonate CSI è un'associazione sportiva dilettantistica affiliata al CSI (Centro Sportivo Italiano), attiva sul territorio in  particolar modo nella frazione di Montonate. L'associazione si dedica a promuovere attività sportive e ricreative con finalità aggregative e formative, sia per giovani che per adulti. Il CSI Montonate è noto anche per l'organizzazione di eventi come Montonight, una manifestazione estiva che si svolge a luglio. In sintesi, il CSI Montonate è un'associazione che utilizza lo sport e il tempo libero per creare momenti di aggregazione e crescita per la comunità locale. 
A.S.D. Polisportiva Vinago è un'associazione sportiva dilettantistica affiliata al CSI (Centro Sportivo Italiano) attiva sul territorio in  particolar modo nella frazione di Vinago. L'associazione si dedica a promuovere attività sportive e ricreative con finalità aggregative e formative, sia per giovani che per adulti. L'associazione si occupa dell’organizzazione oltre che delle feste patronali della frazione Vinago, anche di numerose manifestazioni sportive, nonché momenti aggregativi come "Notte Bianca", il "Fantasy Bimbo" e i concerti presso l'anfiteatro di Vinago